# U2 (Berlins undergrundsbane)
 Der er for få eller ingen kildehenvisninger i denne artikel, hvilket er et problem. Du kan hjælpe ved at angive troværdige kilder til de påstande, som fremføres i artiklen.

 For alternative betydninger, se U2 (flertydig). (Se også artikler, som begynder med U2)
U2-linjen i Berlins U-Bahn har 29 stationer og er 20,7 km lang. Den begynder i den nordøstlige del af Pankow, kører gennem den østlige del af centrum med Alexanderplatz via Berlins gamle centrum, Potsdamer Platz, det vestlige centrum (Wittenbergplatz, Bahnhof Zoo) og det Olympiske stadion til endestationen Ruhleben. Ligesom linjerne U1, U3 og U4 hører U2 til undergrundsnettet, der åbnede før 1914 og kaldes "Kleinprofil-nettet" pga. dets smallere køretøjer og tunneler.

## Linjefarve og -navne
Siden indførelsen af det skematiske linjenet i Berlins U-Bahn har dele af linje 2 haft farven rød. Efter 1. verdenskrig begyndte man at bruge bogstaver i stedet for farver, og Kleinprofil-nettet blev forsynet med bogstaverne A og B. Linjen, der gik gennem midtbyen, blev vigtigere end den ældre linje gennem Kreuzberg, og fik dermed bogstavet A sammen med de vestlige forgreninger mod Charlottenburg og Dahlem (i dag linje U2 og U3). Strækningerne fra Kurfürstendamm og Schöneberg gennem Kreuzberg til Warschauer Brücke (i dag linje U1 og U4) fik bogstavet B samt farven grøn. For at kunne skelne mellem de forskellige forgreninger i den vestlige del af byen forsynedes bogstaverne desuden med romertal. Strækningen mod Charlottenburg fik dermed betegnelsen AI.
I 1966 blev navnene på linjerne i Vestberlin lavet om til arabiske tal af BVG-West/BVG. Alle linjer skulle køre uafhængigt af hinanden og uden forgreninger. Den ("grønne") linje 1 kørte nu fra Ruhleben gennem Charlottenburg til Kreuzberg, mens den hidtidige AII blev til den ("røde") linje 2 (fra Krumme Lanke til Gleisdreieck, fra 1972 dog kun til Wittenbergplatz). Den adskilte østlige del af linjen, som fra 1949 blev betjent af BVG-Ost/BVB, beholdt betegnelsen A og den røde farve.